# Teodor Mańczyk
Teodor Mańczyk ps. „Maiwald” (ur. 9 listopada 1894 w Chropaczowie, zm. 8 stycznia 1969 w Świętochłowicach) – polski żołnierz, podporucznik, przywódca powstańczy, działacz społeczny.

## Życiorys
W latach 1912–1914 pracował jako górnik w kopalniach w Rybniku.
W 1914 został powołany do armii niemieckiej i brał udział w bitwie pod Arras. W 1915 roku dostał się do niewoli francuskiej i wstąpił na ochotnika do armii francuskiej. Za waleczność został odznaczony Krzyżem Wojennym „Croix de guerre”.
W 27 maja 1918 wstąpił do Armii Polskiej we Francji, gdzie ukończył szkołę podchorążych i jako ppor. pełnił funkcję instruktora w obozach wojskowych. Przydzielony do Polskiej Misji Wojskowej w Paryżu w 1920 roku konwojował transporty materiałów wojennych do Polski.
W listopadzie 1920 roku został urlopowany z wojska i skierowany do akcji plebiscytowej na Górnym Śląsku. Początkowo obwodowy w POW Górnego Śląska w powiecie raciborskim, a od stycznia 1921 roku komendant powiatowy POW Górnego Śląska w Opolu. W chwili wybuchu III powstania śląskiego organizator i dowódca Opolskiego Pułku Powstańczego, a po jego rozwiązaniu dowódca 1 batalionu Podgrupy „Linke”. Dowodził walkami powstańczymi w rejonie Ozimka (3 maja), Dobrodzienia (6 maja), a od połowy maja do końca czerwca na odcinku Myślina – Staniszcze Wielkie.
Po zakończeniu powstania zdemobilizowany. W latach 1922–1937 pracował w polskiej służbie celnej oraz jako podkomisarz Straży Granicznej. W 1937 roku wrócił na Śląsk, gdzie działał w organizacjach kombatanckich i patriotycznych: Związku Powstańców Śląskich, Polskim Związku Zachodnim i Związku Hallerczyków. W 1939 roku był jednym z organizatorów obrony zakładów przemysłowych na Górnym Śląsku.
W 1939 został aresztowany przez gestapo i osadzony w obozie koncentracyjnym w Dachau, a następnie Mauthausen-Gusen.
W 1945 roku wrócił do Polski i był aktywnym działaczem społecznym m.in. przez 8 lat radnym Wojewódzkiej Rady Narodowej w Katowicach. W 1968 został uhonorowany Śląską Nagrodą im. Juliusza Ligonia.

## Ordery i odznaczenia
- Krzyż Kawalerski Orderu Odrodzenia Polski
- Krzyż Walecznych
- Srebrny Krzyż Zasługi (9 listopada 1932)[4]
- Krzyż na Śląskiej Wstędze Waleczności i Zasługi
- Krzyż Wojenny „Croix de guerre” (Francja)